# Operador de Hutchinson
En matemáticas, particularmente en el estudio de fractales, un operador de Hutchinson es la acción colectiva de un conjunto de contracciones, llamada un sistema iterativo de funciones. La iteración del operador converge hacia un único atractor el cual es, con frecuencia, autosimilar al conjunto arreglado del operador.

## Definición
Dejando a {\displaystyle \{f_{i}:X\to X\ |\ 1\leq i\leq N\}} ser un sistema iterativo de funciones, o un conjunto de contracciones de un espacio compacto {\displaystyle X} hacia sí mismo. El operador {\displaystyle H} es definido sobre subconjuntos {\displaystyle S\subset X} como
{\displaystyle H(S)=\bigcup _{i=1}^{N}f_{i}(S).\,}
Una pregunta clave es el describir los atractores {\displaystyle A=H(A)} de este operador, los cuales son espacios compactos. Una forma de generar tal espacio es el empezar con un espacio compacto inicial {\displaystyle S_{0}\subset X} (el cual puede ser un punto singular, llamado semilla) e iterar {\displaystyle H} de la siguiente manera
{\displaystyle S_{n+1}=H(S_{n})=\bigcup _{i=1}^{N}f_{i}(S_{n})}
y tomando el límite, la iteración converge hacia el atractor
{\displaystyle A=\lim _{n\to \infty }S_{n}.}

## Propiedades
Hutchinson demostró en 1981 la existencia de la unicidad del atractor {\displaystyle A}. La prueba consiste en mostrar que el operador de Hutchinson es contractivo en el conjunto de subconjuntos compactos de {\displaystyle X} en la distancia de Hausdorff.
El conjunto de las funciones {\displaystyle f_{i}} con composición forman un monoide. Con funciones N, entonces uno puede visualizar el monoide como un árbol k-ario completo o una celosía de Bethe.